# Nephodia infurcata
Nephodia infurcata är en fjärilsart som beskrevs av W. Warren 1905. Nephodia infurcata ingår i släktet Nephodia och familjen mätare. Inga underarter finns listade i Catalogue of Life.